# Кастаньос, Франсиско Хавьер
Франци́ско-Хавье́р Каста́ньос-Арагорр-Урьёсте-и-Олави́де, граф де Кастаньос-и-Арагоне́с, 1-й герцог де Байле́н (исп. Francisco Javier Castaños Aragorri Urioste y Olavide, conde de Castaños y Aragones, primer Duque de Bailén; 22 апреля 1758, Мадрид, — 24 сентября 1852, там же) — испанский военный и государственный деятель. Первый Президент (председатель) Сената Испании с 17 июля 1834 по 15 сентября 1834.

## Биография
Происходил из древнего, бискайского рода. По приглашению своего шурина генерала О’Рельи отправился в Пруссию и при дворе Фридриха Великого получил военное образование. В 1782 году вернулся в Испанию и вступил в армию.
В 1793—1795 годах с отличием участвовал, в рядах Наваррской армии, в войне с Францией. В феврале 1795 года получил чин генерал-майора. В 1799 году из-за конфликта с Годоем был вынужден покинуть Испанию. Вернувшись в Испанию, в 1802 году получил чин генерал-лейтенанта и назначен командующим в Гибралтаре.
В 1808 году получил чин генерал-капитана и назначен командующим Андалузской армии. 16—23 июля окружил у Байлена и заставил капитулировать французский корпус генерала Дюпона. 23 ноября потерпел поражение от маршала Ланна при Туделе, после чего отстранён Верховной хунтой от командования.
В 1811 году вновь призван на службу и поставлен во главе IV испанского армейского корпуса, входившего в состав войск Веллингтона. 21 июня 1813 года отличился в сражении при Виттории, но несмотря на это был снят с поста и назначен членом Государственного совета. В 1815 году назначен главнокомандующим войсками, направленными на войну с Францией.
В 1815—1820 годах — генерал-капитан Каталонии. В 1825 году вторично назначен членом Государственного совета. Выступал против Прагматической санкции Фердинанда VII, по которой трон переходил его дочери инфанте Изабелле. 12 июня 1833 года король возвёл его в гранды с титулом герцог де Байлен. В том же году, после смерти Фердинанда VII, встал на сторону Изабеллы II. В 1832—1834 годах — президент Совета Кастилии. В 1843 году назначен главой Регентского совета, в 1844 году — опекуном 14-летней королевы. Большой политической роли не играл. С 1845 года — сенатор и капитан гвардейских алебардщиков.